# فريدي جونز
فريدي جونز (بالإنجليزية: Freddie Jones)‏ هو لاعب كرة قدم أمريكية أمريكي، ولد في 16 سبتمبر 1974 في تشيفيرلي في الولايات المتحدة.

## وصلات خارجية
- فريدي جونز على موقع مرجع كرة القدم المحترفة.كوم (الإنجليزية)